# Toni Cucarella
Lluís Antoni Navarro i Cucarella, conocido por su seudónimo de Toni Cucarella,  (Játiva, Valencia, en 1959) es un político y escritor español en idioma valenciano.

## Biografía
A los catorce años se incorporó al mundo laboral, y desde entonces ha realizado toda clase de oficios. Entre sus obras destacan las novelas escritas Cool: Fresc (1987), El poeta (1988), Bogart & Bogart (1993), L'ultima paraula (1998), con la que obtuvo, ex aequo, los premios Ciutat de Badalona y de la Crítica de los Escritores Valencianos, Quina lenta agonia la dels ametlers perduts (2003) que obtuvo el Premio Octubre-Andrónima de narrativa i su más reciente novela Heretaràs la terra (2006) con la que obtiene el reconocimiento tanto de la crítica como del público. Es autor del libro de relatos La lluna vista des de la terra a través de tele (1990). Ha cultivado la narrativa juvenil con Els ponts del diable (1995), premio Samaruc de Narrativa Juvenil, El lledoner de l'Home Mort (1996). Ha publicado artículos en Levante-El Mercantil Valenciano, El Punt, Caracters, Ciudad de Alcoi y Vilaweb.
Participó en política, encabezando las listas de Esquerra Republicana del País Valencià para el Congreso de los Diputados.